# Rozloha
Rozloha neboli plocha je údaj o velikosti území (např. státu). Určuje se v plošných mírách, obvykle v km² (kilometr čtvereční) nebo ha (hektar). Hektar je plocha čtverce o rozměrech 100×100 metrů a 1 km² odpovídá 100 hektarům. V hektarech se udává rozloha některých menších území, např. přírodních rezervací. Některé země používají vlastní jednotky, vybočující z metrického systému, např. ve Spojených státech se rozloha udává ve čtverečních mílích (1 mi² = 2,589 km²).

## Příklady
- Praha má rozlohu 496 km² neboli 49 600 ha.
- Okres Mělník má rozlohu 712,4 km²
- Česko má rozlohu 78 867 km².
- Bývalé Československo mělo do roku 1992 rozlohu 127 876 km².
- Evropská unie má od roku 2013 rozlohu 4 381 376 km².
- Evropa má rozlohu 10 058 000 km².
- Největší stát světa, Rusko, má rozlohu 17 128 426 km².
- Planeta Země má povrch o rozloze 510 065 284 km².